# Drets del col·lectiu LGBT a Sèrbia
Les persones lesbianes, gais, bisexuals, transexuals i intersexuals (LGBTI) a Sèrbia s'enfronten a certs desafiaments legals i socials que les persones que no són LGTBI no s'hi enfronten. Sèrbia recull proteccions legals en contra de la discriminació per orientació sexual i identitat de gènere en diferents àmbits, encara que el rebuig social a l'homosexualitat està molt estès i, en moltes ocasions, incentivat per l'Església ortodoxa, la confessió religiosa amb més importància al país.

Bandera de Sèrbia

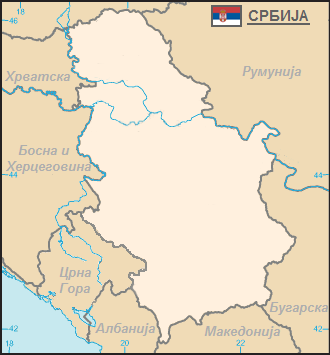
Mapa de Sèrbia

## Aspectes legals
Sèrbia era un estat vassall de l'Imperi Otomà, on el 1858 s'havien legalitzat les relacions homosexuals. Encara que, el codi criminal del Principat de Sèrbia de 1860, anomenat "Kaznitelni zakon" (Llei de Penes), penalitzava tots els "actes sexuals contra l'ordre de la naturalesa" amb una pena de presó de 6 mesos a 4 anys.
En 1917 Sèrbia va passar a formar part del Regne de Jugoslàvia. El 1929 el nou Codi Criminal va prohibir la “luxúria contra natura” (interpretat com a sodomia) tant de relacions sexuals heterosexuals com homosexuals. Més tard, el 1959 la República Federativa Socialista de Iugoslàvia va canviar aquesta llei perquè només fos aplicable a les relacions homosexuals i reduint la condemna de dos a un any de presó.
El 1977, igual que algunes de les Repúbliques constituents de Iugoslàvia, la Província Socialista Autònoma de Voivodina va legalitzar l'homosexualitat, encara que va romandre prohibida en la resta de Sèrbia, inclòs Kosovo. No obstant, el 1990 Voivodina es va incorporar al sistema legal de Sèrbia i les relacions homosexuals van tornar a prohibir-se.
El 1994 la República Federal de Iugoslàvia va descriminalitzar l'homosexualitat, establint l'edat de consentiment heterosexual en 14 anys i l'homosexual en 18. Va ser al 2006 quan l'Estat de Sèrbia i Montenegro van igualar l'edat de consentiment als 14 anys per a tots els casos.
L'article 62 de la nova Constitució de Sèrbia de 2006 va definir el matrimoni exclusivament entre un home i una dona.
Des dels anys 2000, s'han aprovat diverses lleis que protegeixen la diversitat sexual per apropar-se a la Unió Europea. L'any 2002 es va aprovar la llei de radiodifusió, que permet als mitjans de comunicació evitar la difusió d'informació que promogui la discriminació, l'odi o la violència cap a l'orientació sexual entre altres categories. El 2005, la nova llei laboral va prohibir la discriminació per orientació sexual, tot i que no se n'ha fet ús.
El 2009 el Parlament va aprovar una llei antidiscriminació que permet garantir la igualtat de drets en totes les àrees amb independència de l'orientació sexual i la identitat de gènere. El 2011 es va aprovar una llei de seguretat social que cobreix les operacions de canvi de sexe en l'àmbit públic.

## Condicions socials

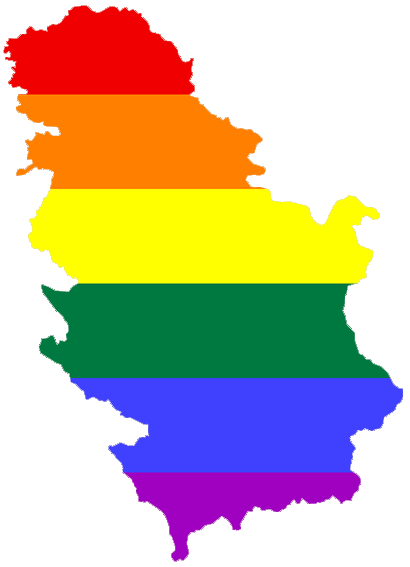
Bandera LGBT amb Sèrbia i Kosovo.

Tot i que existeixen diferents lleis protectores de la discriminació a les persones LGBTI, aquestes segueixen enfrontant-se habitualment a marginació i assetjament, promoguda en molts casos des de l'Església Ortodoxa. S'han informat de nombrosos casos de violència contra la diversitat sexual, un dels més famosos transcorregut durant l'Orgull de Belgrad de 2001. Aquesta mateixa celebració a Belgrad s'ha hagut de cancel·lar davant les amenaces de violència o per reticències a la celebració per part de les pròpies autoritats.
El 2016, Ana Brnabić es va convertir en la primera ministra lesbiana del país, ocupant el Ministeri d'Administració Pública i Afers Locals. El juny de 2017 va ser proposada com a primera ministra pel president Aleksandar Vusei, en un moviment que alguns han considerat pinkwashing, un intent d'arribar a la Unió Europea, a causa de la manca de mesures efectives per garantir una vida digna per a tota la població LGBT.